# El águila y la niebla
El águila y la niebla. Historia clínica en dos partes es una obra de teatro escrita por Narciso Ibáñez Serrador y estrenada en 2002.

## Argumento
La obra se centra en la figura de Raúl Gómez-Acosta un hombre de 33 años en tratamiento psiquiátrico desde su infancia. Raúl cree ser Napoleón Bonaparte y comparte con su terapeuta sus inquietudes y ambiciones. El discurso coherente del personaje pretende llamar la atención del público sobre la locura.

## Producción
Se estrenó en el Teatro Español de Madrid el 24 de junio de 2002, con dirección del propio autor, música de José Antonio Quintano, escenografía de Ana del Castillo e interpretación de Luis Merlo (en el papel de Raúl), Paula Sebastián, Mario Martín, Ramiro Oliveros, Licia Calderón, África Prat y Francisco Piquer.

## Premios
- Premio Lope de Vega de Teatro.